# 新田祐克
新田祐克（日语：／ Nitta Yūka，1971年3月8日—），日本BL、耽美漫画家、同人作家。

## 人物简介
出生于福井县。女性。高产漫画家，实力派，画风硬朗，在日本耽美界拥有很高的地位。
1995年的时候在『GROUPIE』出道，后在「麗人」（竹書房）、「花音」（芳文社）和「BE×BOY」（リブレ出版）等，发表耽美向同人志的作品。
其中以《拥抱春天的罗曼史》（日語：春を抱いていた）、《当男人爱上男人》（日語：男が男を愛する時（ホストシリーズ））、《美味的亲密恋人》（日語：美味（うま）いもん食わせろ!）等系列作品大获成功。其中很多的作品都进行了广播剧的制作，多本画集进行了出版。以耽美向漫画家、插画作家、同人志作家的身份活跃在日本漫坛。
在2008年6月28日出版的「BE･BOY GOLD」8月号（リブレ出版）中发表了「拥抱春天的罗曼史」系列No.49・「スタンドオン・ベッセル」的插画，被发现盗用了流行品牌的广告设计。新田本人和出版设公开了道歉信。在此这后，发现作品《公使阁下的秘密外交》（日語：公使閣下の秘密外交）、《白色禁忌》（日語：ウブ）和《音灵》（日語：オトダマ-音霊−）也存在侵害著作权的情况，作者本人也对此进行了承认。为此所有的漫画出版都停止了。《拥抱春天的罗曼史》的最后一本在2009年12月出版。正在WINGS（新書館）进行连载或者自由报的单品作成。 新田在过去盗用的一100多部作品中都是采用了流行杂志上的东西。

## 作品简介

### 漫画

#### 短篇作品
- 《Hasta La Vista》
- 《One Size Fits All》
- 《Saninism》
- 《白色禁忌》（日語：ウブ）
- 《好赌少年》&《17 Guys》（日語：17Guyz）
- 《走钢索的人》
- 《展览会的画》
- 《结尾》
- 《不可抗拒的男人》
- 《冬之蝉》（拥抱春天的罗曼史续）
- 《音灵》（日語：オトダマ‐音霊‐）
- 《无罪》
- 《男人的梦》
- 《绝色的欲望都市》（又名《Casino Lily》）
- 《秘密舞会的邀请函》（日語：舞踏会の手帖）
- 《铂金意大利面》（日語：プラチナパスタ）
- 《灵魂警察》（日語：聖靈警察）

#### 长篇作品
- 《拥抱春天的罗曼史》
- 《我的声音》（日語：僕の声，1989年）
- 《美味的亲密恋人》（日語：美味いもん食わせろ!）
- 《新美味的亲密恋人》（日語：新・美味いもん食わせろ!）
- 《公使阁下的秘密外交》（日語：公使閣下の秘密外交）
- 《当男人爱上男人》系列：

《当男人爱上男人》（日語：男が男を愛する時）
《最后的华尔兹》（日語：最後的華爾茲、又名、ラスト・ワルツ）
《Night cap》（日語：ナイト・キャップ）
《色诱吸引力1~3》（日語：色戀吸引力、又名、イロコイ）
《纯爱 1~2》（日語：純愛）
- 《从kiss出发》（又名《亲吻黑道少主》）

#### 小説插画
- 今夜我不让你回去（日語：今夜は帰さない） （原著・文：長谷川忍）
- やわらかな夜 （原著・文：坂井朱生）
- 爱过了头的幸福（日語：愛し過ぎた至福） （原著・文：剛しいら）
- 愛され過ぎて孤独 （原著・文：剛しいら）
- されど不敵なヤツら （原著・文：今泉まさ子）
- されど不埒なヤツら （原著・文：今泉まさ子）
- 野蛮的名人（日語：野蛮なセレブ） （原著・文：御木宏美）
- すごく野蛮なセレブ （原著・文：御木宏美）
- 六本木心中 （原著・文：ひちわゆか）

#### 插画集・原画集
- Kiss of fire - 拥抱春天的罗曼史 插图&色彩短编集 （第一回的限定版还赋赠小册子）
- カリスマ - 新田祐克插画集

### 动画
- 《冬之蝉》（《拥抱春天的罗曼史》续）OVA全3集
- 《拥抱春天的罗曼史》 OVA全3集